# 大切な仲間たち 〜ねずみ物語〜
『大切な仲間たち 〜ねずみ物語〜』（たいせつななかまたち ねずみものがたり）は2007年4月にサンリオより刊行された日本の絵本。また、これを原作としたアニメ映画が『ねずみ物語 〜ジョージとジェラルドの冒険〜』として2007年12月に公開された。また、これを原作にした舞台作品が『ちっちゃな英雄』として2015年6月27日から2018年5月27日までサンリオピューロランドにて上演された。

## 概要
著者の辻信太郎によってねずみ物語の原稿が1987年以前に執筆されて、未完成のまま長らく放置されていたが、ピューロランドの当時の館長である佐藤誠（現サンリオエンターテイメント社長）に続きを執筆するよう勧められたことが契機となり、その後さまざまなスタッフの協力の元、一冊の本として纏められたものである。絵本に使われている挿し絵はシュガーバニーズのデザイナーでもある深沢和美が担当した。

## 映画
2007年12月22日に全国松竹系にて公開された。アニメパートと実写パートの2部構成。実写パートの出演者として大後寿々花が出演。同時上映は『シナモン the Movie』。制作費は2作品合わせて5億円。リスク抑制のため製作委員会が結成され作品が製作されている。2020年1月1日にNHK Eテレにて地上波放送されている。その他、カートゥーンネットワークで放送された際も英語ローカライズ版が使われている。

### キャスト
実写パート
- 大後寿々花

アニメパート
- ジョージ - 高山みなみ[3]
- ジェラルド - 林原めぐみ
- 長老レオポルト一世 - 大塚周夫
- アレックス - 内海賢二
- ノーマ - 野沢雅子
- ウォルター - 犬山イヌコ
- チェンバレン - 山口勝平
- マリー・ルウ - 菊地美香
- ハンナ - 藤村知可
- ラオーネ&イタチ - 小西克幸
- ピント - 白鳥由里
- ビント - 金田朋子
- 若い頃のアレックス - 小平有希
- 若い頃のレオポルト - 西墻由香
- ねずみ達 - 古島清孝、我妻正崇、逢坂力、阿部敦、佐々木日菜子

### スタッフ
- 製作総指揮・原作 - 辻信太郎
- 監督・絵コンテ - 波多正美
- 脚本 - 水上清資[4]
- キャラクター原案 - 山口裕子、奥村心雪
- キャラクター設定 - 平田敏夫、瀬谷新二
- 作画監督 - 瀬谷新二
- 色彩設計 - 川添恵
- 美術監督 - 阿部行夫
- 撮影監督 - 中村圭介
- 編集 - 西山茂、定松剛
- 現像 - 東京現像所
- 音響監督 - 三間雅文
- 音響効果 - 倉橋静男
- 音楽 - 服部隆之
- エグゼクティブプロデューサー - 佐藤誠、吉田剛、入部幸洋、喜多埜裕明
- プロデューサー - 野村達朗、須山信明、瀬戸麻理子、園田健也、岩瀬安輝、宇田川純男
- アニメーションプロデューサー - 大石光明
- アニメーション制作 - マッドハウス[3]
- 制作協力 - 手塚プロダクション
- 配給 - 松竹
- 製作委員会 - サンリオ、松竹、小学館、バンダイ、マッドハウス、Yahoo! JAPAN

### 主題歌
「KIZUNA」
作詞 - Karin / 作曲・編曲 - 服部隆之 / 歌 - MAY
CD「KIZUNA」（avex io IOCD-20218）に収録

### 映画におけるコミカライズ
小学館の小学一年生にて2007年11月号から2008年3月号まで連載された。作画は足立美由紀。てんとう虫コミックスで「大長編･大切な仲間たち〜ねずみ物語〜」として単行本化された。登場キャラクターもほぼ同じだが、劇場版の人間キャラクターが登場しなかったものの、漫画版のオリジナルキャラクターである人間キャラの「キョウイチ」と「アオイ」が主人公となり、「ジョージ」と「ジェラルド」が副主人公となっている。

## 出版物
『大切な仲間たち 〜ねずみ物語〜』
発売日：2007年4月30日
著者：辻信太郎
絵：深沢和美
出版社：サンリオ
ISBN 978-4-387-07039-9